# Rytidosperma nudiflorum
Rytidosperma nudiflorum là một loài thực vật có hoa trong họ Hòa thảo. Loài này được (P.Morris) Connor & Edgar miêu tả khoa học đầu tiên năm 1979.